# Braziliaans curlingteam (vrouwen)
Het Braziliaanse curlingteam vertegenwoordigt Brazilië in internationale curlingwedstrijden.

## Geschiedenis
Brazilië was het eerste Zuid-Amerikaanse land dat kennis maakte met de curlingsport. Aangezien Canada en de Verenigde Staten de enige Amerikaanse landen waren die aan curling deden, mochten deze twee landen elk jaar automatisch deelnemen aan het wereldkampioenschap. In 2017 maakte Brazilië bekend ook te willen deelnemen aan het WK. Aangezien de World Curling Federation slechts twee plaatsen aan Amerikaanse landen gaf voor deelname aan het WK, kwam er eind januari 2017 een challenge tussen Brazilië en de Verenigde Staten (Canada was rechtstreeks geplaatst). De eerste interland ooit werd met 16-2 verloren van de Amerikaanse dames. Ook de twee daaropvolgende wedstrijden gingen verloren, waardoor Brazilië zich niet wist te plaatsen voor het WK. Van 2019 tot 2022 werd er een mondiaal kwalificatietoernooi georganiseerd, waaraan Brazilië meermaals deelnam. Het land wist zich evenwel nooit te plaatsen voor het wereldkampioenschap.
In 2022 werd het pan-continentaal kampioenschap opgericht, waaraan alle niet-Europese landen kunnen deelnemen. Brazilië nam deel aan de eerste editie in Calgary, Canada. Het land mocht aantreden in de A-divisie, maar eindigde hierin als negende en laatste. Alle wedstrijden gingen verloren. Hierdoor degradeerde het Braziliaanse team naar de tweede afdeling, waarin het land sedertdien uitkomt.

## Brazilië op het pan-continentaal kampioenschap
| \| Jaar \| Plaats \| Skip \| WG \| W \| V \| PV \| PT \| \| ---- \| ------ \| ------------- \| -- \| - \| - \| -- \| -- \| \| 2022 \| 9 \| Isis Oliveira \| 8 \| 0 \| 8 \| 29 \| 84 \| \| 2023 \| 11 \| Anne Shibuya \| 6 \| 3 \| 3 \| 43 \| 44 \| \| 2024 \| 13 \| Jasmin Hashi \| 7 \| 1 \| 6 \| 56 \| 54 \| |        |               |    |   |   |    |    |
| Jaar | Plaats | Skip          | WG | W | V | PV | PT |
| 2022 | 9      | Isis Oliveira | 8  | 0 | 8 | 29 | 84 |
| 2023 | 11     | Anne Shibuya  | 6  | 3 | 3 | 43 | 44 |
| 2024 | 13     | Jasmin Hashi  | 7  | 1 | 6 | 56 | 54 |

Andorra · Australië · België · Brazilië · Bulgarije · Canada · China · Chinees Taipei · Denemarken · Duitsland · Engeland · Estland · Filipijnen · Finland · Frankrijk · Groot-Brittannië · Hongarije · Hongkong · Ierland · Italië · Jamaica · Japan · Kazachstan · Kenia · Kroatië · Letland · Litouwen · Luxemburg · Mexico · Nederland · Nieuw-Zeeland · Nigeria · Noorwegen · Oekraïne · Oostenrijk · Polen · Portugal · Qatar · Roemenië · Rusland · Schotland · Servië · Slovenië · Slowakije · Spanje · Thailand · Tsjechië · Tsjecho-Slowakije · Turkije · Verenigde Staten · Wales · Wit-Rusland · Zuid-Korea · Zweden · Zwitserland